# TechRadar
TechRadar est un site web axé sur les nouvelles technologies lancé en 2008, qui publie à la fois des actualités et des critiques de produits. Il possède des équipes de rédaction en Australie, aux États-Unis, en Inde et au Royaume-Uni. 
TechRadar appartient à Future, un des plus importants groupes  de presse britanniques.
Au quatrième trimestre de l'année 2017, le site rentre à la 93e place dans le top 100 du SimilarWeb's US Media Publications Rankings, classement des médias américains les plus importants. L'année suivante, il devient le dixième site consacré aux nouvelles technologies le plus lu au monde, avec plus de 73 millions de lecteurs par mois,,.   